# Rosie Cooper
Rosemary Elizabeth Cooper (ur. 5 września 1950 w Liverpoolu) – brytyjska polityk, członek Partii Pracy. Od 2005 roku do grudnia 2022 poseł do Izby Gmin z okręgu West Lancashire.

## Życiorys
Urodziła się w 1950 roku w Liverpoolu, w rodzinie o silnych tradycjach katolickich. Była najstarsza z trójki rodzeństwa. Jej obydwoje rodzice byli głusi. Zaangażowała się w politykę w wieku 16 lat, początkowo była związana z Partią Liberalną. Przez 28 lat była radną, a w latach 1992-1993 pełniła funkcją burmistrza Liverpoolu. W 1999 dołączyła do Partii Pracy.
Bez powodzenia kandydowała w wyborach do Izby Gmin w 1983, 1986 (wybory uzupełniające z powodu rezygnacji Roberta Kilroy-Silka), 1987 i 1992 roku.
W 2005 roku została wybrana posłem do Izby Gmin z okręgu West Lancashire jako kandydatka Partii Pracy. Uzyskała reelekcję w 2010, 2015, 2017 i 2019 roku.
Rosie Cooper znalazła się na liście celów organizacji neofaszystowskiej National Action. W 2017 roku Christopher Lythgoe wraz z grupą sześciu innych osób związanych z neofaszystowską organizacją Akcja Narodowa zostało uznanych winnymi podżegania do jej zabicia.
We wrześniu 2022 ogłosiła zamiar rezygnacji z mandatu poselskiego, ostatecznie zrezygnowała z niego w grudniu tegoż roku, przyjmując stanowisko przewodniczącej Mersey Care NHS Foundation Trust.